# Colposcenia jakowleffi
Colposcenia jakowleffi är en insektsart som först beskrevs av Scott 1879.  Colposcenia jakowleffi ingår i släktet Colposcenia och familjen rundbladloppor. Inga underarter finns listade i Catalogue of Life.